# Amiata Piano Festival
L'Amiata Piano Festival è una rassegna internazionale di musica classica che si svolge ogni anno fra maggio e dicembre presso il Forum Fondazione Bertarelli in provincia di Grosseto.

## Storia
Il progetto di un festival di musica classica alle pendici del Monte Amiata è ideato dai due fondatori Stefan Giesen e Maurizio Baglini. Vengono così organizzati nel 2005 i primi due concerti caratterizzati da una forte impronta musicale internazionale.
Nel 2006 Amiata Piano Festival inizia la collaborazione con l'azienda vinicola Collemassari, al fine di valorizzare un'area vitivinicola come quella della DOCG Montecucco nella Maremma grossetana. I concerti di Amiata Piano Festival, basati su una proposta concepita appositamente ogni anno per la manifestazione, sono ospitati all'interno della barricaia della cantina di Collemassari. 
Nel 2009 viene creata l'associazione culturale Nuova Amiata Emozioni, che si occupa dell'organizzazione e della gestione del festival, e la manifestazione riceve il sostegno della Fondazione Bertarelli. Dal 2011 è diretto dal pianista italiano Maurizio Baglini.
Il festival ha ospitato artisti del panorama musicale nazionale e internazionale, tra gli altri: Salvatore Accardo, Ramin Bahrami, Mario Brunello, Gianluca Cascioli, Francesca Dego, Javier Girotto, Andrea Lucchesini, Shlomo Mintz, Moni Ovadia, Roberto Prosseda, Massimo Quarta, Danilo Rea e Peter Maxwell Davies.
Le esibizioni musicali della kermesse sono trasmesse da Rai Radio 3.

### Il Forum Fondazione Bertarelli
Dalla necessità di passare da una programmazione musicale ridotta a un qualcosa di più strutturato, nel 2010 Collemassari decide di erigere una sala da concerti da 300 posti nelle vicinanze della cantina nella quale, fino ad allora nella sua barricaia, si era svolto il festival. Ultimato nel 2015, il Forum Fondazione Bertarelli ospita stabilmente tutte le edizioni dell'Amiata Piano Festival.

## Articolazione
Il festival si articola fra maggio e dicembre in quattordici appuntamenti sotto la direzione artistica di Maurizio Baglini e la responsabilità di produzione della violoncellista e artista residente Silvia Chiesa..
I concerti sono divisi in tre rassegne maggiori denominate: Baccus (tra giugno e luglio); Euterpe (luglio) e Dionisus (agosto), più un concerto di Natale a dicembre.